# Dongsi-Moschee

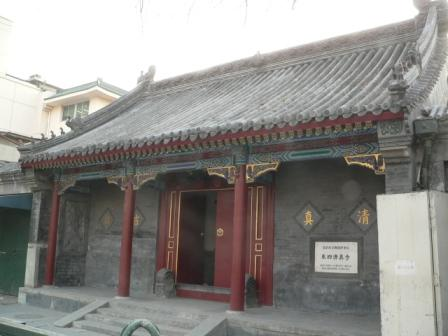
Dongsi-Moschee

Die Dongsi-Moschee (chinesisch 东四清真寺, Pinyin Dongsi qingzhensi, englisch Dongsi Mosque) im Pekinger Stadtbezirk Dongcheng ist die älteste Moschee Pekings. Sie wurde im Jahr 1356 während der Yuan-Dynastie oder im Jahr 1447 während der Ming-Dynastie (1368–1644) erbaut. Ihre Architektur verbindet chinesische und arabische Elemente. Sie ist der Sitz der Pekinger Islamischen Vereinigung. Sie steht seit 1984 auf der Liste der Denkmäler der Stadt Peking.